# Tokari, Lebedîn
Tokari (în ucraineană Токарі) este un sat în orașul regional Lebedîn din regiunea Sumî, Ucraina.

## Demografie
Componența lingvistică a localității Tokari
     Ucraineană (94,59%)
     Rusă (5,16%)
Conform recensământului din 2001, majoritatea populației localității Tokari era vorbitoare de ucraineană (94,59%), existând în minoritate și vorbitori de rusă (5,16%).